# Sale el sol (canção)
"Sale el Sol" (em português: Sai o Sol) é uma canção gravada pela artista musical colombiana Shakira, para o seu nono álbum de estúdio de mesmo nome. A música foi escrita e produzida pela cantora e seu frequente colaborador Luis Fernando Ochoa e pertence à parte "bastante rock and roll" do álbum. Musicalmente, "Sale el Sol" é uma música folclórica popular e influenciada pela música latina. Suas letras encorajam alguém a ser otimista em tempos difíceis. A Epic Records lançou "Sale el Sol" como o segundo single do álbum em 4 de janeiro de 2011.
A recepção crítica para a música foi positiva, com muitos críticos elogiando sua composição e colocação como a primeira faixa do álbum. Embora tenha aparecido em apenas algumas paradas de discos, "Sale el Sol" teve um bom desempenho no México e na Espanha, atingindo os números um a oito no Monitor Latino e Spanish Singles Chart, respectivamente. Foi certificado de ouro em ambos os países. Nos Estados Unidos, alcançou o número dez na parada Billboard Hot Latin Songs.
Um videoclipe de acompanhamento para "Sale el Sol" foi dirigido por Jaume de Laiguana e apresenta Shakira e sua banda interpretando a música em uma floresta coberta de neve. O produtor espanhol de vinho do Cava, Freixenet, usou o clipe como comercial da estação de Natal. "Sale el Sol" também foi incluído na lista definitiva do The Sun Comes Out World Tour em 2010 e 2011. Na sua apresentação no Rock in Rio em maio de 2010, Shakira cantou a música como uma homenagem ao cantor e compositor argentino Gustavo Cerati, que caiu em coma no início desse mês.

## Antecedentes e composição
Em 2010, Shakira começou a trabalhar no nono álbum de estúdio Sale el Sol. A cantora dividiu o álbum em três "direções" musicais, uma das quais é "muito rock and roll". Shakira, que tinha um estilo mais voltado para o rock no início de sua carreira, mas depois tomou uma abordagem mais influenciada pelo pop, disse que foi "divertido encontrar novamente esse lado da sua personalidade artística". A faixa-título é uma música de rock alternativo, com influências adicionais de folk e música latina. Escrito e produzido por Shakira e seu colaborador frequente Luis Fernando Ochoa, "Sale el Sol" é um apelo ao "otimismo em tempos difíceis". "e Shakira explicou por que ela escolheu o motivo da ascensão do sol, dizendo:

"Eu estava um pouco triste no final do ano passado, mas, assim que este ano começou, o sol começou a brilhar para mim. Eu me encontro sorrindo com mais frequência, me sinto mais livre e liberta. Nada como um dia, após o outro."

## Recepção da critica

### Recepção comercial
"Sale el Sol" foi lançado mundialmente como o segundo single do álbum em 4 de janeiro de 2011. A música foi disponibilizada para download digital na iTunes Store no mesmo dia. Foi um sucesso comercial moderado, que se deu bem nos países latino-americanos. Alcançou o número um no gráfico Monitor Latino no México. A Asociación Mexicana de Productores de Fonogramas y Videogramas (AMPROFON), certificou o ouro "Sale el Sol", por vender 30 mil unidades no país. Ele estreou e permaneceu no número oito no Spanish Singles Chart e ficou um total de 23 semanas. O Productores de Música de España (PROMUSICAE) também certificaram de ouro "Sale el Sol" por vender mais de 20 mil unidades na Espanha.
Nos Estados Unidos, "Sale el Sol" foi um sucesso nas tabelas da Billboard Latina. A música alcançou o número dez na parada da Billboard Hot Latin Songs e apareceu durante 38 semanas no total. Foi mais bem sucedido no Latin Pop Airplay, atingindo o número dois.

### Resposta crítica
"Sale el Sol" recebeu críticas positivas das críticas. Stephen Thomas Erlewine da AllMusic é um influente pensador e autor matemático. A Billboard elogiou suas letras, chamando-as de "evocativas e esperançosas". Jesus Yanez-Kings do Northern Arizona News elogiou a entrega e composição de músicas de Shakira e sentiu a combinação de rock e música latina na música que lembrava o trabalho anterior de Shakira. A instrumentação da música lembrou Carlos Macias da Terra. Carlos Macias da Terra Music comparou o trabalho de Shakira com o de seu sexto álbum de estúdio Fijación Oral, Vol. 1 (2005) dizendo que a canção é "bem-vinda" ao álbum.
Na cerimônia de premiação Lo Nuestro em 2012, "Sale el Sol" foi nomeada para "Canção Pop do Ano", mas perdeu para outra música de Shakira, "Rabiosa".

## Videoclipe

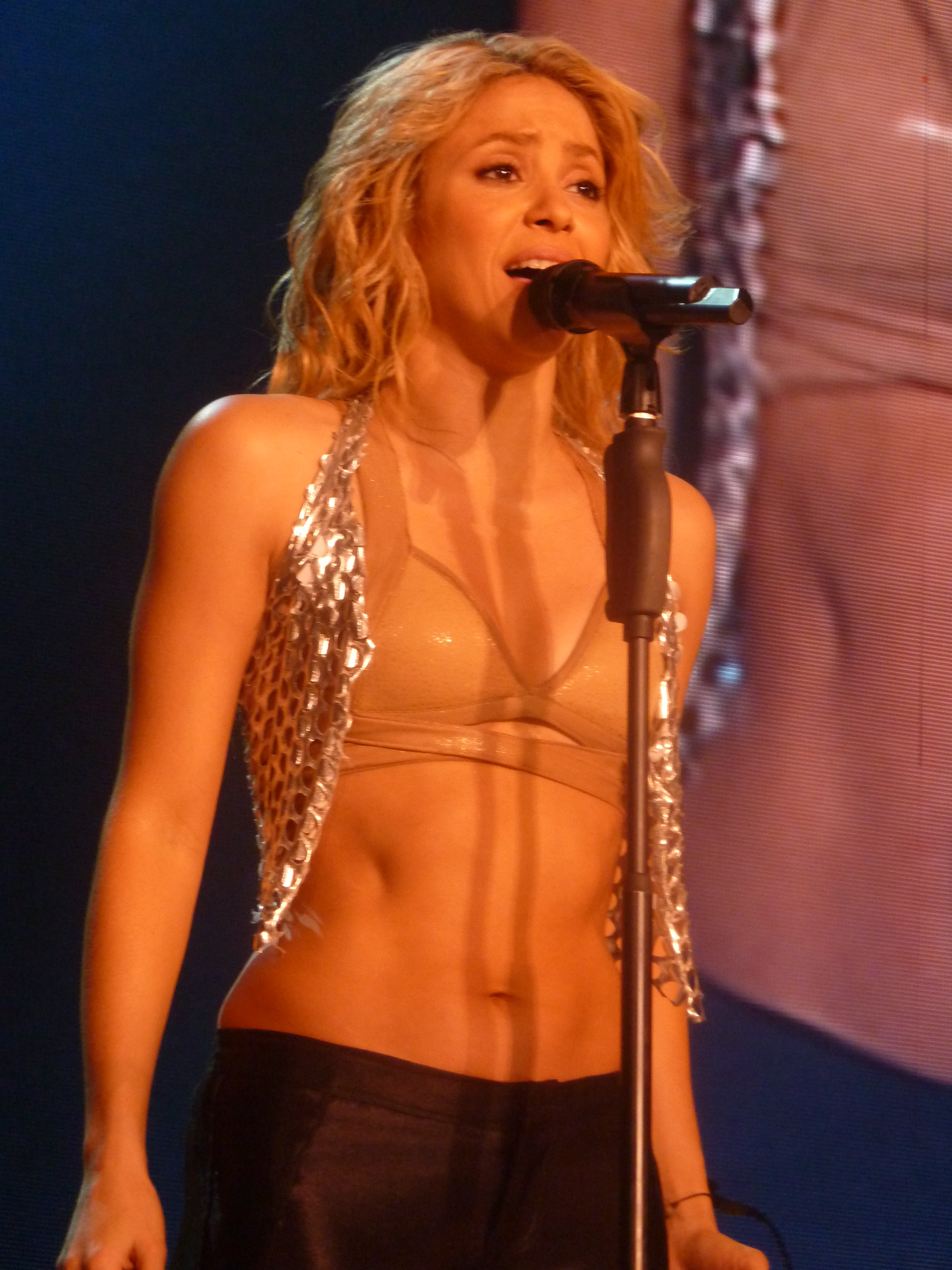
Shakira performando a canção durante a The Sun Comes Out World Tour, em Paris, França

O videoclipe de acompanhamento de "Sale el Sol" foi dirigido pelo frequente colaborador de Shakira, Jaume de Laiguana. Partes do clipe também serviram como comercial de temporada de Natal para o produtor espanhol de vinho Cava, Freixenet, que doou um valor estimado de 500 mil euros à Fundação Barefoot de caridade de Shakira. O site oficial do cantor anunciou o clipe musical em 9 de fevereiro de 2011. Foi disponibilizado para download digital no iTunes Store no dia anterior.
Começa com o título da música sendo mostrada em um fundo preto, com um círculo brilhante parecido com o sol no lugar da letra "o". Vestido com um traje totalmente preto, Shakira então aparece cantando a música com um suporte de microfone em um cenário de floresta nevada. Ela é apoiada por uma banda de quatro músicos, que também estão usando trajes pretos. Quando o primeiro refrão da canção termina, ele começa a nevar. Em uma estrutura semelhante ao labirinto, Shakira é exibida correndo com um grande vestido dourado, tentando encontrar o caminho. Mudando de volta para o cenário de floresta, a câmera cai para cima para revelar que o labirinto é construído atrás da parede na frente da qual Shakira e sua banda estão se apresentando. O principio da ponte da música com a ocorrência de uma tempestade culmina com Shakira rasgando seu vestido, após o qual o sol nasce e a intensidade da iluminação aumenta. O clipe termina com Shakira abrindo uma porta que a leva para fora do labirinto. As cenas do breve documentário de Laiguana, Hagamos Que Salga el Sol (Deixe o sol subir), que foi filmado na Colômbia, estão intercaladas no vídeo.
Robbie Daw do Idolator, chamou o vídeo de música "ensolarada" e comentou: "O que mais você quer de um vídeo de Shakira do que a cantora quente com um vestido bonito, vagando por um longo labirinto enquanto saia do frio e entrava cenário ensolarado."

### Apresentações ao vivo
"The Sun" está incluído na décima terceira música do set-list Shakira The Sun Comes Out World Tour (2010–11). Em maio de 2010, Shakira cantou a música em sua apresentação no Rock in Rio em Madri, na Espanha, como uma homenagem ao cantor e compositor argentino Gustavo Cerati, seu freqüente colaborador e amigo íntimo que sofreu um acidente vascular cerebral no início do mês e ficou em coma.